# Competències a Espanya
Les competències són les facultats o potestats jurídiques sobre determinades matèries. En aquest sentit, i dins de l'ordenament jurídic espanyol, la distribució de competències a Espanya té dues funcions una de normativa (Legislativa i reglamentària) i una altra d'executiva (Gestió). La distribució de les competències està determinada pel model de descentralització del poder polític a Espanya.
La redacció de la constitució alhora de delimitar i distribuir les competències és confusa perquè empra el terme "competència" de manera ambigua en compte de concretar si es refereix a matèria, facultat o competència en sentit estricte.

## Tipus de competències
En funció del contingut, les competències poden ser classificades:
- Competències Exclusives: Són aquelles en les que una Comunitat Autònoma o l'estat tenen tant la funció normativa com l'executiva.
  - Per exemple, l'estat espanyol té les competències exclusives en matèria de relacions internacionals o defensa nacional.
- Competències Compartides: Són aquelles en les que l'estat conserva la funció normativa, però la funció executiva correspon a la Comunitat Autònoma.
  - Per exemple, la planificació de l'agricultura i la ramaderia i del sector agroalimentari i en matèria d'ordenació del sector pesquer
- Competències Concurrents: Són aquelles en les que l'estat, tan sols marca les bases, però el desplegament legislatiu i l'executiu depenen de la Comunitat Autònoma.
  - Per exemple, en matèria de control metrològic.
- Competències Indistintes: L'estat i la Comunitat Autònoma poden actuar sobre la matèria de forma indistinta.

## Distribució de competències

### Comunitats Autònomes
La Constitució no estableix un model tancat d'atribucions de competències a les comunitats autònomes. Perquè els territoris regionals accedisquen a l'autonomia, la CE estableix dos vies: la de baix nivell de competències (art. 143) i la d'alt nivell de competències (art. 151). La principal diferència és la competència de sanitat. Així i tot, amb el temps les competències podien ampliar-se, arribant-se a una equiparació.
L'article 148 de la Constitució espanyola determina quines competències poden assumir les Comunitats Autònomes sempre que estigui recollit en el mateix Estatut d'Autonomia de la comunitat. Complementant l'article 148, l'article 149 de la Constitució Espanyola explicita aquelles competències en les quals l'estat es reserva la competència exclusiva, tot i que majoritàriament aquesta reserva sols té efectes a nivell de legislació bàsica, pel que es poden convertir en matèries de competències concurrents o compartides. Cal remarcar el punt 149.3 de la Constitució espanyola, que explicita aquelles competències que l'estat ha d'assumir i garantir sinó ho fa la comunitat autònoma com és el cas de la Seguretat Pública on Catalunya mitjançant els Mossos d'Esquadra i el País Basc mitjançant l'Ertzaintza han assumit aquesta competència, mentre que l'estat la cobreix a la resta de comunitats mitjançant el Cos Nacional de Policia espanyol.abril 2019
Per un altre cantó, l'aticle 150 estableix un mecanisme de delegació de competències que queda fora del marc estatutari, permetent la delegació mitjançant lleis de tres tipus:
- Lleis Marc: Són lleis de caràcter estatal i ordinàries, que relativitzen l'article 149 de la Constitució permeten que algunes matèries puguin ser delegades com a competències compartides.
- Lleis d'Harmonització: Són lleis estatals ordinàries, que necessiten la majoria absoluta de les dues cambres per a ser apovades. La seva funció és la de preservar l'ordenament jurídic i harmonitzar els interessos generals implicant el control de l'estat sobre l'exclusivitat de les Comunitats Autònomes.
- Lleis Orgàniques de Transferència i Delegació: Són lleis orgàniques que atribueixen a les Comunitats Autònomes les matèries de l'estat.

### Ens locals
Els ens locals tenen competències delimitades per la legislació. La Constitució espanyola garanteix autonomia als municipis i províncies (art. 137) però no les ha delimitat com ha fet amb les comunitats autònomes. En canvi, a establert el criteri d'interès prevalent per al legislador a l'hora d'assignar les competències.
L'atribució de competències a les entitats locals troba moltes resistències per part de les sentències del Tribunal Constitucional (STCs de 28 de juliol de 1981 i 27/1987, de 27 de febrer) i la legislació (la Llei Reguladora de Bases del Règim Local (LRBRL)).
L'establiment de competències per part del legislador, tant l'autonòmic o com l'estatal, està limitat pels articles 2.1, 25.2, 26 i 36 de la LRBRL.
Els tipus de competències dels ens locals són els següents:
- Competències pròpies: Són determinades solament via una llei sectorial. Són exercides amb la responsabilitat de l'ens local i ha de fer-ho coordinant-se amb les altres administracions públiques.[11]
- Competències atribuïdes: Limitades pels termes establerts en la delegació de la competència.
- Competències compartides o concurrents: Exercides de manera conjunta entre distintes administracions de diferents nivells mitjançant "ens instrumentals de caràcter públic o privat".
- Acords per a assumir o col·laborar mitjançant consorcis o convenis en la realització d'obres o en la prestació de serveis.[12]

#### Competències dels municipis
Els municipis tenen les següents competències guiades pel principi general de capacitat: el municipi pot promoure activitats i prestar serveis públics per a la gestió dels seus interessos dins de les seues competències.
Les competències municipals són:
- Les competències pròpies estan establides per la LRBRL, obligant a l'estat central i les comunitats autònomes que les atribuïsquen, són:[13]

seguretat als llocs públics; ordenació del tràfec de vehicles i persones a les vides urbanes; protecció civil; prevenció i extinció d'incendis; ordenació, gestió, execució i disciplina urbanística; promoció i gestió de vivendes; parcs i jardins; pavimentació de vies públiques urbanes i conservació de camins i vies rurals; patrimoni històric i artístic; protecció del medi ambient; avituallament, escorxadors, fires, mercats i defensa d'usuaris i consumidors; protecció de la salubritat pública; participació en la gestió de l'atenció primària de la salut; cementiris i serveis funeraris; prestació de serveis socials i de promoció i reinserció social; subministrament d'aigua i enllumenat públic; servei de neteja viària; recollida i tractament de residus; clavegueram i tractament d'aigües residuals; transport públic de viatgers; activitats o instal·lacions culturals i esportives; ocupació del temps lliure; turisme; participació en la programació de l'ensenyança i cooperar amb l'administració educativa en la creació, construcció i sosteniment dels centres docents públics, intervindre en els seus òrgans de gestió i participar en la vigilància del compliment de l'escolaritat obligatòria (art. 25.2 LRBRL)
- Les competències d'exercici obligatori són les relatives als serveis mínims.[14]
- Les competències compartides són les activitats complementàries de les altres administracions públiques.[15]
- Les competències delegades.[16]

L'execució d'aquestes competències no necessàriament ha de consistir a establir un servei públic perquè pot ser també una mesura policial o un foment d'activitats en els particulars. Quan estableix un servei públic pot fer-ho per si mateix o amb consorcis, mancomunitats, comarques, àrees metropolitanes, províncies o delegant-lo a altra administració de nivell superior, igual o inferior.

#### Competències de les entitats locals menors
L'article 38 del Text Refòs de les Disposicions legals vigents en matèria de Règim Local assigna competències als ens locals menors.

#### Competències de les províncies
Les províncies tenen dos competències pròpies: "la cooperació a l'exercici pels municipis de les seues competències i el foment dels interessos provincials". La cooperació la realitza mitjançant un Pla Provincial de Cooperació a les obres i serveis de competència municipal, de regularitat anual i finançada pels municipis i les subvencions acordades amb la comunitat autònoma i/o estat central.

#### Competències de les altres entitats locals
Les comarques i les àrees metropolitanes han de tindre les competències determinades per les lleis que les creen. En el cas de les mancomunitats, els seus estatuts determinen les seues competències.

### Competències de l'estat central
La Constitució estableix en l'article 149.3 que el dret estatal és supletori del dret autonòmic.

## Garanties jurídiques i polítiques de la distribució de competències
Les garnaties jurídiques es troben en la Constitució, els estatuts d'autonomia i les lleis que poden crear-se seguint l'article 150 de la Constitució.
La garantia política hauria de recaure en el Senat d'Espanya, però a causa de la seua composició i funcions és incapaç de complir aquesta funció adequadament.

## Control i conflictes de competències
L'article 153 de la Constitució estableix el control sobre les comunitats autònomes. Les mesures de control no es limiten a aquestes, sinó que permet que n'hi haja més establides als estatuts d'autonomia i lleis orgàniques (STC 22 de feber de 1982).
Quan l'estat central delega o transfereix competències executives, la llei (de delegació o transferència) ha de contindre per mandat constitucional (art. 150.2) les formes de control.
L'anomenada coacció estatal, que serien els mecanismes de vigilància i control per assegurar que no actuen fora de les competències consisteixen en l'article 155 de la Constitució.
L'estat central pot presentar al Tribunal Constitucional recursos d'ampar davant "disposicions i resolucions adoptades pels òrgans de les CCAA".
El Tribunal Constitucional, a instància mitjançant recurs de constitucionalitat, vetlla pel respecte al repartiment de poders.
Les administracions de les comunitats autònomes, com a administracions públiques que són, poden ser objecte de control en la jurisdicció contenciosa-administrativa. De manera que un titular d'interés legítim o d'un dret subjectiu pot recórrer, actuant com a mesura de control.
També, el Tribunal de Comptes espanyol exerceix control sobre les comunitats autònomes en assumptes econòmics i pressupostaris.
Les controvèrsies competencials entre comunitats autònomes i corporacions locals no es formalitzen com a vertaders conflictes. Solament es resolen per via impugnatòria feta per tribunals contencioso-administratius o per via establida per alguna llei, com és el cas de l'art. 38 de l'Estatut d'autonomia basc que establí un òrgan especial.

### Tribunal Constitucional
Per als conflictes de competències entre l'estat central i les comunitats autònomes i les comunitats autònomes entre elles, actua el Tribunal Constitucional. El Tribunal Constitucional va declarar amb la Sentència de 5 d'agost de 1983 que altres vies de solució d'aquests conflictes són inconstitucionals. Qui pot plantejar un conflicte de competències és el govern regional o l'estatal.
Els conflictes que tracta el Tribunal Constitucional respecte les competències són:
- Conflictes Constitucionals: Asseguren el repartiment de competències entre l'estat central i les CCAA o entre òrgans constitucionals.
  - Conflictes de competència entre l'Estat i una o més CCAA, o dos o més CCAA entre elles: Suscitable per un poder executiu estatal o autonòmic.
    - Conflictes positius de competència: Suscitat quan instàncies distintes són considerades igualment competents respecte una matèria.
    - Conflictes negatius de competència: Quan no hi ha cap òrgan requerit que siga estimat competent per a dictar resolució. Pot ser plantejada per particulars interessats i pel govern espanyol.

  - Conflictes entre òrgans constitucionals de l'Estat: Quan afecte el conflicte al govern espanyol, alguna de les Corts Generals i/o al Consell General del Poder Judicial. És suscitat per algun d'aquests quan creu que algun altre del grup interefereix en la seua competència.

## Història de la distribució de les competències
En el moment de la creació de la Constitució de la Segona República Espanyola, l'Estatut de Catalunya va tindre una notable influència. La Constitució de 1931 va establir dos llistes de competències en els articles 14 (les exclusivament estatals) i 15 (les competències executives que podien ser atribuïdes en els estatus d'autonomia). En l'article 16 permetia que les regions assumiren com a competències exclusives les que no estaven presents a les llistes dels articles 14 i 15. Establia que les matèries no atribuïdes específicament a les regions eren de l'Estat, podent distribuir-les o transmetre-les mitjançant lleis.
La distribució de les competències entre l'Estat central i les autonomies feta a la Constitució de 1978 es caracteritza per un menor rigor tècnic que la feta en la Constitució de 1931. La Constitució de 1978 no va establir un model tancat de distribució de les competències entre l'Estat central i les comunitats autònomes. Aquesta norma fonamental, establia dos vies per a aceddir a l'autonomia (via art. 143 (nivell competencial baix) i via art. 151 (nivell competencial alt)). Amb el temps, les diferències entre competències de cada comunitat autònoma es va minimitzar. L'ampliació es podia fer cada 5 anys mitjançant reforma dels seus estatuts d'autonomia.
Entre el 1977 i 1991, es van fer els traspassaments de competències de l'estat central a les regions.
El buidament de competències a les entitats locals ha sigut fet per la Llei de Règim Local (1985) i posteriorment per part de la LRBRL.
Hi ha competències que han sigut cedides a la Unió Europea a partir de l'adhesió d'Espanya ocorreguda el 1986. Açò implica que l'estat central i les comunitats autònomes poden desenvolupar legislant i executar el dret comunitari que afecte a les matèries de la seua competència. El responsable d'açò és l'estat central, de manera que s'ha d'encarregar d'obligar a les comunitats autònomes a cumplir-ho. Per a complir açò va establir el Reial Decret 515/2013, de 5 de juliol.

## Llista de competències
A continuació s'hi fa una petita exposició de la distribució competencial en algunes matèries. Cal remarcar que, malgrat que sovint es diu que una competència ve atribuïda a les Comunitats Autònomes per part de la Constitució, de fet no és ben bé així, atès que, essent rigorosos, l'únic instrument vàlid per atribuir una competència a la Comunitat Autònoma és el seu Estatut d'Autonomia; en aquests casos, el que es vol dir és que es tracta d'una competència que la Constitució, en el seu article 148, permet d'assumir-la a totes les Comunitats Autònomes des de l'inici de la seva existència, sense haver d'esperar-se un període de cinc anys.
- Assistència sanitària: És una competència que l'Estat central traspassà a les comunitats autònomes.[44] Està assignada a les Comunitats per l'article 148 de la Constitució.[40] Els ajuntaments hi col·laboren.[45] Amb tot, la coordinació de les competències entre els distints nivells de l'administració en matèria sanitària és competència exclusiva de l'Estat central (art. 149.1-16 CE).[46]
- Assistència social: és competència assumida per les comunitats autònomes d'acord amb l'article 148 de la Constitució.[47] La Llei General de Sanitat, en la seua Disposició Final 2ª.4, estableix que els municipis s'encarreguen d'elaborar el padró de beneficència i donar una atenció primària a les famílies registrades en aquest padró.[48]
- Caixes d'estalvi: Diferents normes han desenvolupat les competències sobre aquestes, i alguns Estatuts han atorgat aquesta competència en exclusiva a la Comunitat Autònoma, si bé per exercir-la han de respectar la legislació de l'Estat en matèria mercantil. Les corporacions locals que n'hagen fundat han de tindre una representació del 40% dels consellers a l'Assemblea General.[49]
- Cementeris i policia sanitària mortuòria: són competències municipal amb possibilitat de mancomunar els cementeris.[50]
- Clavegueram, aigües residuals i abastiment d'aigua: la Llei 29/1985, de 2 d'agost, d'Aigües estableix que les aigües continentals superficials són domini públic de l'estat i que les comunitats autònomes tenen domini públic hidràulic sobre les conques hidrogràfiques que estiguen íntegrament al seu territori.[51] La competència municipal es fa sobre el subministrament d'aigua, el clavegueram i el tractament de les aigües residuals.[52]
- Combustibles gasosos: La LRBRL declara que és competència dels ens locals el servei de subministrament de gas, mentre que la Llei 10/1987 l'atribueix a l'Estat central o a la comunitat autònoma[53] quan els ens locals no l'hagen assumit en el moment d'implantar-se el servei.[41]
- Cultura: Es tracta d'una competència que no segueix el sistema de distribució competencial habitual. Regulada per l'article 149.2 de la Constitució, es tracta de l'única competència regulada com a "concorrent"[54], de tal manera que tant l'Estat com les Comunitats Autònomes o els ens locals hi tenen competència, ja que, en paraules del Tribunal Constitucional a la Sentència 49/1984, de 5 d'abril, "on hi viu una comunitat de persones hi ha una manifestació de cultura respecte de la qual les estructures públiques representatives poden ostentar competències".[55] D'aquesta manera, la distribució de competències en matèria cultural es caracteritza per una gran complexitat i imprecisió.[56] A més, la LRBRL diu que el legislador sectorial ha d'atribuïr competències als municipis: biblioteques públiques, patrimoni artístic i activitats o instal·lacions culturals i esportives.[51]
- Economia: 
  - Sobre l'agricultura i la ramaderia, respectant l'ordenació general de l'economia i la legislació estatal per a la protecció del medi ambient, les muntanyes i l'aprofitament dels boscos, la comunitat autònoma té competències reconegudes per la Constitució.[40]
  - Sobre el turisme, també la Constitució reconeix competències a les Comunitats Autònomes.[40]
- Educació: La regulació bàsica correspon a l'Estat i el seu desplegament correspon a les Comunitats Autònomes. A més, també hi col·laboren els ens municipals, d'acord amb l'art. 25.2.n de la LRBRL, en la "programació de l'ensenyament", en la "creació, construcció i sanejament dels centres docents públics" i en la vigilància del compliment de l'escolaritat obligatòria.[57]
- Ordenació territorial, urbanisme, vivenda i obres públiques: Assignada pròpiament a les comunitats autònomes per l'article 148 de la Constitució. Inclou la possibilitat de modificar els límits dels termes municipals, si bé l'article 13 de la Llei de Bases del Règim Local, aprovada per l'Estat, imposa certs requisits a les Comunitats Autònomes.[40].
- Organització de les institucions d'autogovern de les Comunitats Autònomes: Assignada pròpiament a les comunitats autònomes per l'article 148 de la Constitució.[40]
- Poder judicial: la competència de justícia és de l'estat central, però el Tribunal Constitucional ha permès que les comunitats autònomes asumisquen totes les competències en matèria de justícia que no afecten al principi general d'unitat del poder judicial (personal i recursos que assisteixen als jutges i magistrats). L'administració dels jutjats de pau és competència dels ajuntaments.[58]
  - Jutjats de pau: La Llei Orgànica del Poder Judicial de 1985 estableix que si en un municipi no hi ha Jutjat de Primera Instància i Instrucció, ha d'establir-se un Jutjat de pau (art. 99.1).[59] La Sala de Govern del Tribunal Superior de Justícia nomena els jutges d'aquesta institució entre els nomenats per majoria absoluta als ajuntaments.[60]
  - Matrimoni civil: L'article 51.2 del Codi civil espanyol estableix que als municipis sense jutge competent, l'alcalde o el delegat designat de manera reglamentària podrà autoritzar el matrimoni.[61]
- Mercats i escorxadors: La LRBRL estableix que són matèria municipal els escorxadors i els mercats (art. 25.2).[53]
- Patrimoni històric: Per mor del repartiment competencial en matèria de cultura ja exposat, compet a totes les administracions, tant la de l'Estat com la de les Comunitats Autònomes. Així mateix, la Llei 13/1985, de 25 de juny, atribueix la competència de cooperació amb les administracions competents als ajuntaments.[61]
- Platges: són de domini públic.[62] La Llei de Costes de 1988 permet que l'administració estatal central puga coordinar l'activitat de l'administració local.[63]
- Protecció civil: la Llei 2/1985, de 21 de gener, de Protecció Civil estableix que les distintes administracions públiques participen en fer funcionar la protecció civil. En el cas municipal, aquest fa plans que contenen el catàleg de recursos per emergències i de riscos.[59]
- Protecció del consumidor: és competència exclusiva de les Comunitats Autònomes, que han de respectar la legislació mercantil dictada per l'Estat en la matèria. A més, la Llei de l'Estat 26/1984, de 19 de juliol, general per a la defensa dels Consumidors i Usuaris, atribueix competències en l'execució de la matèria ales autoritats i corporacions locals.[64]
- Radiodifusió sonora: és una competència estatal per l'art. 149.21 CE, on l'estat pot concedir les llicències.[65] Les Comunitats Autònomes tenen la competència per a la seva execució i per a crear el seu propi servei públic de radiodifusió. Així mateix, els municipis també poden tenir el seu propi servei públic de radiodifusió sonora segons la Llei 11/1991 de 8 d'abril.[66]
- Recollida i tractament de residus sòlids: És competència municipal.[62]
- Relacions internacionals: l'Estat central la té.,[42] si bé les Comunitats Autònomes tenen competències en matèria d'acció exterior i poden crear Oficines a l'exterior per a la seva promoció, en el marc del que disposa la Llei 2/2014, de 25 de març, de l'Acció i del Servei Exterior de l'Estat.
- Seguretat pública: l'estat central té la competència exclusiva sobre la seguretat pública, tal com estableix la Llei Orgànica 2/1986, de 13 de març, de Forces i Cossos de Seguretat (LOFCS).[49] Amb tot, els municipis poden crear Cossos de Policia propis (policia municipal) i, si no n'hi ha, les funcions les pot dur a terme el personal amb "funcions de custòdia i vigilància de béns, serveis i instal·lacions", que poden ser coordinats per la Comunitat Autònoma o per l'Estat, d'acord amb els Estatuts.[67] En tot cas, les comunitats autònomes tenen la competència de coordinar aquests cossos policials locals (art. 39 LOFCS).[68]
- Dret penal i penitenciari: correspon a l'Estat la seva regulació, si bé les Comunitats Autònomes poden gestionar-ne l'execució a través de les seues pròpies institucions penitenciàries i de justícia juvenil, si així ho tenen reconegut en el seu Estatut d'Autonomia. Amb tot, només Catalunya ha assumit aquesta competència, i Euskadi l'ha d'assumir properament.[69]
- Transport: Les comunitats autònomes tenen la competència de les infraestructures de transport que tinguen l'itinerari íntegrament dins el seu territori, a més dels ports i aeroports esportius, tal com ho reconeix l'article 148 de la Constitució.[40] Així, per exemple, a la Comunitat Valenciana li fou traspassada la xarxa de l'actual MetroValència, i Catalunya gestiona diverses línies traspassades a través de Ferrocarrils de la Generalitat de Catalunya.
  - Servei urbà de transport de viatgers: la Llei 16/1987, de 30 de juliol, d'Ordenació dels Transports Terrestres, estableix que la competència en la gestió i ordenació d'aquest és responsabilitat dels municipis.[70]